# Never Ender with Demos
Never Ender with Demos es una edición especial del recopilatorio Never Ender, del grupo Hot Water Music, lanzada por la discográfica No Idea. Incluye demos inéditas que no aparecen en la edición original.

## Listado de canciones
- New Instrumental (later re-recorded with vocals for "A Flight and a Crash")
- Just Don't Say You Lost It
- Translocation
- Man the Change
- Position (demo, pre-"Forever and Counting")
- Difference Engine
- Sleeping Fan (demo, pre-"Fuel for the Hate Game")
- The Passing ("Tommy Ham" version, not included on "Finding the Rhythms")
- Powder
- Us & Chuck
- Loft
- Sound for Language (the ACTUAL demo recordings, previously casete-only: not the same as the HWM/TOM split)
- Old Instrumental: Fast Guy (demo, pre-"No Division")

- Datos: Q6041397